# Percalpe purpurascens
Percalpe purpurascens là một loài bướm đêm trong họ Noctuidae.